# Ekkodalen
Das etwa 12,0 Kilometer lange Ekkodalen (deutsch „Echotal“) im Zentrum von Bornholm, dem so genannten Almindingen (von Allmende), ist das größte und längste unter den Spalttälern der dänischen Insel. Es hat eine durchschnittliche Breite von 60 m. Der alte Namen des Ekkodalen ist „Styrtebakkerne“.
Die Spalttäler entstanden dadurch, dass Spannungen im Untergrund den Grundfelsen zum Bersten brachten. Wegen seiner geringeren Festigkeit ist das Material im Grabenbruch durch Erosion verwittert bzw. abgetragen und Steilwände haben sich gebildet. Bisweilen sind Risse mit Magma aus dem Erdinneren gefüllt, den so genannten Diabasgängen. Ein Beispiel hierfür ist der Kelså-Diabasgang. Kelså-Diabas ist nur vereinzelt im Gelände aufgeschlossen, jedoch ist der Verlauf des Vorkommens entlang der Verwerfungszone quer durch Bornholm von Saltune im Norden bis Lobbæk im Süden mittels geophysikalischer Messungen nachgewiesen. Seine heutige Gestalt hat das Tal durch Einwirkung der über Bornholm während der quartären Eiszeiten hinweggleitenden Gletscher erhalten, deren Bewegungsspuren in Gestalt von Gletscherschrammen noch an einigen Stellen in Felsen der Talflanken sichtbar sind.
Durch das Ekkodalen und oberhalb der senkrechten Felsen verlaufen Wanderwege. Ekkodalen ist bekannt für das Echo, das erschallt, wenn man gegen die Felsen ruft. Von den „Loklippen“ aus kann man nach Südosten über das Vallensgård mose, ein Moor, das auf dem Schnittpunkt zweier Störungszonen liegt, bis zum Dueodde Fyr (Leuchtturm) sehen. Im Norden des Tales liegt auf einer Anhöhe die Gamleborg (Alte Burg), am Südende liegt der Findling Dronningesten. In der Nähe des Talendes liegt die Jægergrotten. Auch die jüngere Burganlage Lilleborg ist nur wenige Kilometer entfernt.